# 四川挂苦绣球
四川挂苦绣球（学名：Hydrangea xanthoneura var. setchuenensis）为绣球花科绣球属下挂苦绣球（Hydrangea xanthoneura）的一个变种。

## 扩展阅读
- 維基物種上的相關：四川挂苦绣球